# جنگ نرتوا (فیلم)
جنگ نرتوا (صربی‌کرواتی: Bitka na Neretvi / Битка на Неретви) یک فیلم در ژانر جنگی، درام، و اکشن به کارگردانی ولکو بولائیچ است که در سال ۱۹۶۹ منتشر شد.

## بازیگران
- یول برینر
- کورد یورگنس
- هاردی کروگر
- فرانکو نرو
- سیلوا کوشچینا
- اورسن ولز
- آنتونی داوسون
- سرگئی باندارچوک
- میلنا دراویچ
- باتا ژیوویینوویچ
- لیوبیشا سامارجیچ
- استول آراندویچ
- فرانکو نرو
- پاوله وویسیچ
- دراگومیر فلبا
- فابیان شواگوویچ
- بوریس دوورنیک
- اولگ ویدوف
- دمتر بیتنس
- میها بالوه
- هاوارد راس
- اشپلا رُزین